# استان پمبای جنوبی
پمبای جنوبی (به سواحیلی: Kusini Pemba) یکی از استانهای کشور تانزانیا می‌باشد که در جزیره پمبا واقع شده‌است و مرکز آن شهرستان امکوانی می‌باشد.

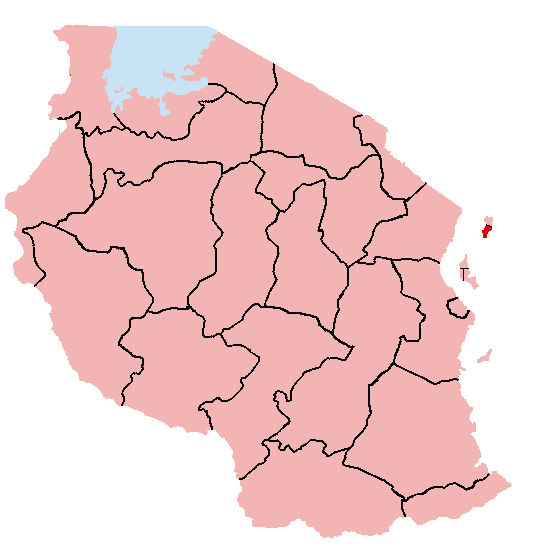
نقشه استان پمبای جنوبی